# Penukonda
Penukonda är en ort i Indien.   Den ligger i distriktet Anantapur och delstaten Andhra Pradesh, i den södra delen av landet, 1 600 km söder om huvudstaden New Delhi. Penukonda ligger 570 meter över havet och antalet invånare är 20 220.
Terrängen runt Penukonda är platt västerut, men österut är den kuperad. Runt Penukonda är det ganska tätbefolkat, med 166 invånare per kvadratkilometer. Närmaste större samhälle är Roddam, 18,0 km väster om Penukonda. Trakten runt Penukonda består till största delen av jordbruksmark.